# Bryaxis grandinodus
Bryaxis grandinodus (лат.) — вид жуков-ощупников рода Bryaxis (Pselaphinae) из семейства стафилиниды. Южная Корея. Видовой эпитет представляет собой сочетание латинских слов grandis («большой», мужской род) и nodus («бугорок», мужской род) и указывает на форму железистых узелков на скапусах усиков самцов.

## Распространение
Южная Корея (Хаенам-гун в провинции Чолла-Намдо; Гунсан-си в провинции Чолла-Пукто).

## Описание
Мелкие коротконадкрылые жуки-ощупники. Длина тела менее 2 мм (от 1,2 до 1,3 мм). Основная окраска красновато-коричневая. Усики 11-члениковые. От близких видов отличается следующими признаками: скапус усика с чашевидным железистым узелком на внутреннем крае, в 2,45 раза длиннее педицеля; эндофаллус мужских гениталий самцов с тремя двустворчатыми раструбами, соединенными в основании. Фасеточные глаза с 23—26 фасетками. Голотип был собран путем просеивания листовой подстилки в смешанном лесу. Паратипы были собраны путем просеивания листовой подстилки и почвы.